# La Niña de los Peines
Pastora María Pavón Cruz med kunstnernavnet La Niña de los Peines (født 10. februar 1890 i Sevilla, Spanien, død 26. november 1969 i Sevilla) var en spansk flamencosangerinde. Hun anses for en af de største sangere eller sangerinder, som flamenco har frembragt.